# Relats originals de la vida real
Relats originals de la vida real (en anglés: Original Stories from Real Life with Conversations calculated to Regulate the Affections, and Form the Mind to Truth and Goodness) és l'única obra de literatura infantil de Mary Wollstonecraft (1759-1797). Es publicà per primera vegada el 1788 i es reedità el 1791 amb il·lustracions realitzades per William Blake. Es reimprimí algunes vegades fins a 1820.
Relats originals narra l'educació de dues joves, Mary i Caroline (nom de dues alumnes de Mary Wollstonecraft), duta a terme per una figura benvolent i maternal, Mrs. Mason. Segons afirma l'autora en el pròleg «aquestes converses i relats reflecteixen la situació actual de la societat; això obliga l'autora a tractar de remeiar aquests defectes mitjançant la raó, perquè mai no haurien d'haver-se inculcat en la ment de les xiquetes». Mrs. Mason, amb el seu exemple, històries i experiències, remeia molts errors que cometien aquestes xiquetes i hi indueix el desig de ser virtuoses.
En Relats originals l'autora empra el gènere florent de la literatura infantil per a incentivar l'educació de les dones i la ideologia de la classe mitjana. Afirma que les dones poden ser adultes racionals si s'eduquen de manera apropiada des de menudes (una creença no gaire comuna al s. XVIII) i enraona que el caràcter distintiu naixent de la classe mitjana és superior a la cultura dels cortesans, representada pels contes de fades i pel valor que se li dona a l'atzar segons les històries escrites en els chapbooks per als xiquets empobrits. Wollstonecraft, en desplegar la seua pedagogia, respon també a les obres de dos pedagogs del s. XVIII: John Locke i Jean-Jacques Rousseau.

## Context biogràfic i històric

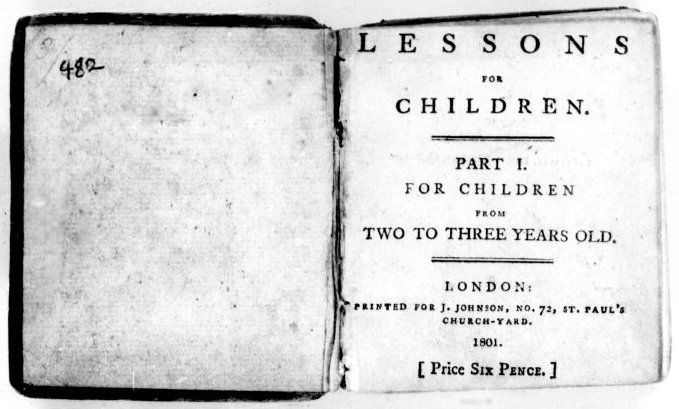
Primera pàgina de Lessons for Children (1778-79) d'Anna Laetitia Barbauld, una de les influències de Lessons de Wollstonecraft

Les obres de Wollstonecraft mostren «una preocupació entusiasta i vital amb l'educació, sobretot la de les xiquetes i les dones». Un any abans de publicar Històries originals, escrigué un llibre sobre la conducta (gènere popular durant el s. XVIII, semblant al llibre d'autoajuda modern): Reflexions sobre l'educació de les filles (1787), en què descriu com elevar l'ideal de la dona de classe mitjana. El 1789, escrigué The Female Speaker, un text amb l'objectiu d'edificar les ments de les joves exposant-les a la literatura; s'hi basà en l'antologia The Speaker de William Enfield, dissenyada específicament per als homes. Un any després, traduí Elements de la moralitat de Christian Gotthilf Salzman, un text pedagògic alemany. L'autora continuà escrivint sobre causes educatives en la seua obra més famosa, Vindicación dels drets de la dona (1792), que és en gran part una defensa a l'educació de les dones. Dedica un capítol a un pla d'educació estatal, que havia de ser semipúblic, semiprivat i coeducacional. També va desafiar directament l'obra Emili (1762) de Jean Jacques Rousseau, perquè aquest pensava que les dones no havien d'educar-se perquè raonen perquè la seua funció era la de proporcionar plaer a l'home i les seues habilitats es basen més en l'observació que en el raonament. Quan va morir, al 1797, Wollstonecraft estava treballant en dues obres educatives més: Management of Infants, un manual per als pares, i Lessons, un llibre per a xiquets inspirat en Lessons for Children (1778–79) d'Anna Laetitia Barbauld.
Wollstonecraft no fou l'única a centrar els escrits revolucionaris en l'educació; com assenyala Alan Richardson, un erudit coetani, «la major part dels intel·lectuals liberals i radicals de l'època veien l'educació com la pedra angular de qualsevol moviment per a la reforma social». Una raó per la qual aquests pensadors emfasitzaven l'entrenament de les ments joves era l'acceptació durant el s. XVIII de la filosofia de la ment de John Locke, que pensava que la ment era una «pissarra en blanc» o tabula rasa, sense idees innates, perquè els xiquets arriben al món sense nocions preconcebudes; però les idees que absorbeixen en els primers anys de vida afecten fondament la seua evolució posterior. Locke explica aquest procés amb una teoria anomenada associació d'idees; les idees que els xiquets connecten entre si, com la por i la foscor, són més fortes que les idees que associen els adults, per això els mestres, segons Locke, havien de considerar a què exposen els xiquets molt petits.

## Sinopsi

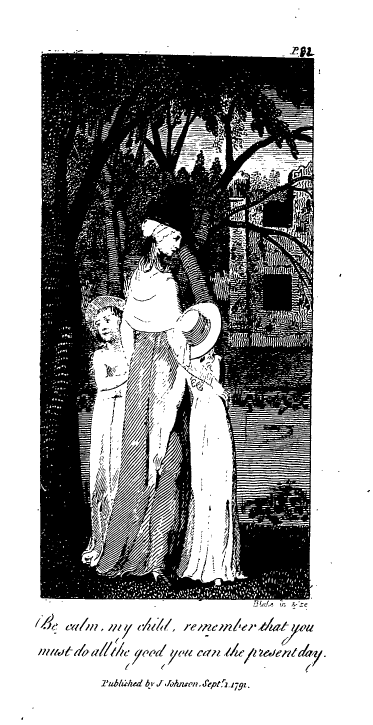
Mrs. Mason, Mary, i Caroline miren la mansió arruïnada de Charles Townley, per William Blake; l'epígraf diu: «Calma, xiquetes, recordeu que heu de fer totes les accions bones que pugueu hui».

Basada en Adèle et Théodore (1782) i Tales of the Castle (1785) de Madame de Genlis, que també contenen relats emmarcats i una sèrie de contes amb moralitat, Relats originals narra la història de l'educació de dues xiquetes, Mary, de 14 anys i Caroline, de 12, sota la guia d'una sàvia i benvolent figura maternal, Mrs. Mason (Wollstonecraft degué anomenar els personatges per persones de la seua vida real; havia conegut i respectat molt una dona cognomenada Mason quan exercia com a professora a Newington Green, i havia fet classes a dues xiquetes anomenades Mary i Caroline quan treballava com institutriu per a la família Kingsborough a Irlanda). Quan mor la seua mare, les xiquetes han d'anar-se'n a viure amb Mrs. Mason al camp. Ambdues tenen molts defectes, com la golafreria i la vanitat, i Mrs. Mason, amb històries, demostracions reals i el seu exemple, guareix les nenes de la major part de les seues fallades morals i els inculca el desig de ser virtuoses.
L'amalgama d'històries i raonaments didàctics de Mrs. Mason domina el text; encara que s'emfasitza el progrés moral de les xiquetes, el lector descobreix molt poc sobre les seues veritables personalitats. L'obra consisteix en gran part en històries personals que explica Mrs. Mason i relats amb moralitat per a l'edificació de Mary, Caroline i del lector. Per exemple, en «La història de Charles Townley» es mostren les conseqüències fatals d'un retard. Mrs. Mason porta les xiquetes a la mansió en ruïnes de Charles Townley per explicar-los una història amb l'objectiu d'advertir-los sobre un perill, sobre «un jove amb habilitats poc comunes i sentiments forts»; per desgràcia, «sempre permetia que els seus sentiments dirigissen la seua conducta, sense fer-li cas a la raó; això significa que l'emoció el governava... També tractava sempre d'actuar de manera correcta demà, però hui seguia els seus capritxos». Charles volia ajudar els necessitats, però es distreia fàcilment amb novel·les i obres de teatre. En acabant perd tots els diners però l'únic amic que li quedava l'ajuda a recuperar la fortuna a l'Índia. Quan el seu amic necessita ajuda, però, Charles no pot actuar prou ràpid i, tràgicament, l'empresonen i mor, i la seua filla es veu obligada a casar-se amb un llibertí. Quan Charles torna a Anglaterra, el corca la culpa. Rescata la filla del seu matrimoni infeliç, però tots dos havien embogit una mica al final de la història, ella pel seu matrimoni i ell per la culpabilitat.
Relats originals tracta sobretot el fet d'abandonar les imperfeccions de la infantesa per esdevenir un adult racional i benèvol; no idealitza la infància com un estat innocent i ideal. Les històries que hi apareixen remarquen el balanç de la raó i l'emoció que cal perquè les xiquetes siguen madures, un tema molt freqüent en les obres de Wollstonecraft, sobretot en Vindicació dels drets de la dona.

## Anàlisi literària
Al s. XX, Relats originals fou catalogat com un llibre opressivament didàctic i el ridiculitzaren alguns dels primers historiadors especialitzats en literatura infantil, com ara Geoffrey Summerfield. Els historiadors moderns, sobretot Mitzi Myers, han revaluat el llibre de Wollstonecraft i la literatura infantil del s. XVIII en general: l'han col·locat dins el context històric per no jutjar-la prenent com a base el gust modern. Myers suggereix que les escriptores Mary Wollstonecraft i Maria Edgeworth no sols empraren el gènere de literatura infantil per ensenyar, sinó també per promoure visions diferents de la societat que les típiques romàntiques. Aquestes autores creien que podrien realitzar un gran canvi en exposar els xiquets a les seues idees d'una societat millor, tot i que «solament» escrigueren històries sobre temes aparentment insignificants com animals menuts o nenes. Myers remarca que pel fet que els historiadors han prestat més atenció a les obres poètiques i en prosa del Romanticisme (com ara, les de William Wordsworth i Percy Bysshe Shelley) que a la literatura infantil, no detectaren la crítica social que oferien les escriptores de literatura infantil.

### Teoria pedagògica

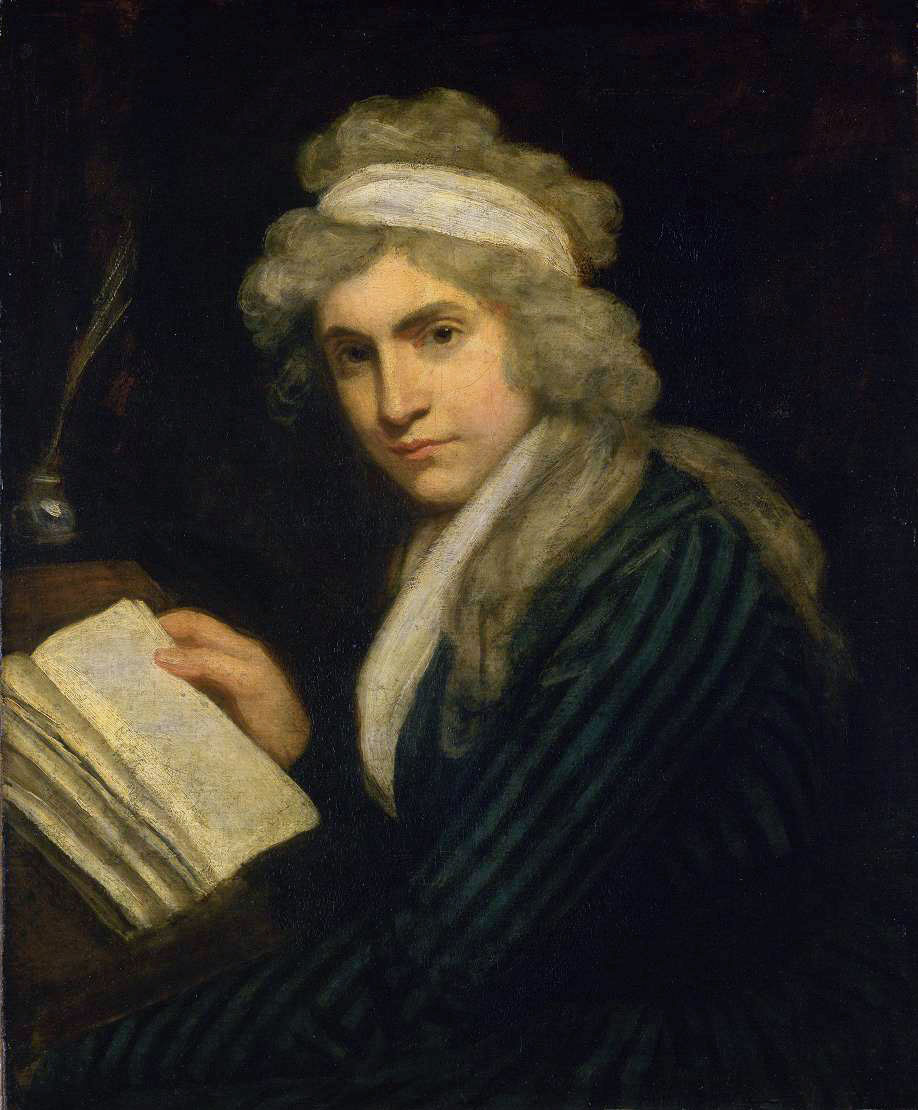
Mary Wollstonecraft per John Opie (c. 1791)

Les dues obres pedagògiques més influents en l'Europa del s. XVIII foren Some Thoughts Concerning Education (1693) de John Locke i Emili de Jean-Jacques Rousseau. En Relats originals i en altres obres sobre l'educació, Wollstonecraft els respongué a les dues obres i expressà la seua teoria pedagògica.

Wollstonecraft coincidia amb Locke que calia emfasitzar el paper dels sentits en l'aprenentatge; per a ella, com ho expressa Myers, «l'ideal seria que els xiquets no aprengueren per l'ensenyament directe sinó amb exemples vivents adquirits pels sentits». El personatge de Mrs. Mason duu Mary i Caroline al món exterior per instruir-les; la seua primera lliçó consisteix en una caminada per la natura que els ensenya a no torturar els animals, sinó a respectar-los per ser criatures de Déu. Mrs. Mason usa les experiències de la vida quotidiana com una eina d'aprenentatge perquè es basen en realitats concretes i poden absorbir-se fàcilment pels sentits; aprofita «un mal hàbit, un transeünt, una visita, una escena natural o a una festa especial» per aplicar-hi una lliçó moral que vol inculcar-los a les alumnes. A més, Mrs. Mason els narra a Mary i a Caroline històries tràgiques de persones que havia conegut, com la de Jane Fretful, que havia mort pel seu mal comportament; Jane era una xiqueta malhumorada i egoista, per això el seu ressentiment li afectà la salut i la va matar. El seu mal comportament «li trencà el cor a sa mare» i «li accelerà la mort». Jane hi sent culpa, com s'expressa en el text.
Mrs. Mason també duu les xiquetes a visites a models de virtut, com Mrs. Trueman que, tot i que pobra, és una dona solidària i estimada per la seua família. Al final d'una visita, Mrs. Mason recorda a les xiquetes que Mrs. Trueman «estima la veritat, i sempre practica la benevolència i l'amor —des de l'insecte, al qual no trepitja, el seu afecte ha de traçar-se fins a aquest Ésser que viu per sempre.— És de la seua bondat d'on ixen les seues bones qualitats». L'autora també se suma a la concepció de Locke que la ment és una «pissarra en blanc»: en Relats originals, Mrs. Mason descriu la seua ment usant els mateixos termes.
L'autora no rep de tan bona manera les idees de Rousseau; pren el concepte de sublim per desafiar les idees de Rousseau relacionades amb l'educació de les dones. Durant el s. XVIII, «el sublim» s'associava amb la meravella, la por, la força i la masculinitat. Com escriu Myers, «per transmetre el missatge a les lectores que els assoliments estan al seu abast, Wollstonecraft substitueix la resistència, la força i l'expansió mental associada amb l'heroïcitat sublim per la petitesa, la delicadesa i la bellesa que Rousseau i els estètics com Edmund Burke relacionaven amb la condició de dona». A diferència dels escriptors com Rousseau i Burke, que retrataven les dones com a éssers febles i de baixa capacitat intel·lectual per naturalesa, l'autora defensa que les dones poden arribar a l'alçada intel·lectual associada al sublim.Malgrat que Wollstonecraft no estava d'acord amb gran part de la filosofia fonamental de Rousseau, sí que n'acceptava alguns mètodes educatius, com l'èmfasi en l'ensenyament amb l'exemple i l'experiència en lloc de preceptes. Així, seguia la línia dels escriptors de literatura infantil com Thomas Day, que, en la seua popular "The History of Sandford and Merton" (1783–89), també expressà la seua preferència per l'aprenentatge derivat de l'experiència en lloc del «de memòria» i per regles. Gary Kelly, en el seu llibre dedicat al pensament de Wollstonecraft, explica com es reflecteix aquesta idea i altres importants per a l'autora en el títol Històries originals de la vida real, amb converses dedicades a regular el comportament i formar la ment cap a la veritat i la bondat:
| « | La primera part del títol indica que les "històries" no són purament fictícies sinó que tenen una base real en la vida domèstica i quotidiana, que els lectors poden entendre com a part de la vida real, tant basada com adaptada, i no necessàriament una representació exacta de fets reals. Les històries són originals perquè les obres narratives infantils haurien de començar de nou per evitar la contaminació ideològica contínua dels vulgars chapbooks o dels contes de fades. La frase "vida real" s'extrau d'"original", excloent-ne tant l'artifici com la ficció. "Converses" suggereix el discurs familiar en lloc del llenguatge formal. "Dedicades" suggereix un programa determinat racionalment. Aquestes converses i històries també serveixen per a construir els joves d'una manera particular, regulant-ne el comportament i el seu ésser emocional, i formant la ment o les seues personalitats racionals i morals cap a "la veritat i la bondat", aplicat en termes de la cultura professional de classe mitjana. | » |

Com explica Richardson, en Relats originals es defineix a l'adultesa com l'habilitat de disciplinar-se a un mateix «construint contes amb moralitat» de la vida pròpia. L'ús de l'autora de contes inserits en el text encoratja els lectors a construir una narrativa moral traient-la de les seues vides, amb un final predeterminat. A la fi del llibre, Mary i Caroline ja no necessiten una mestra perquè han interioritzat les històries que els havia ensenyat Mrs. Mason.

### Gènere

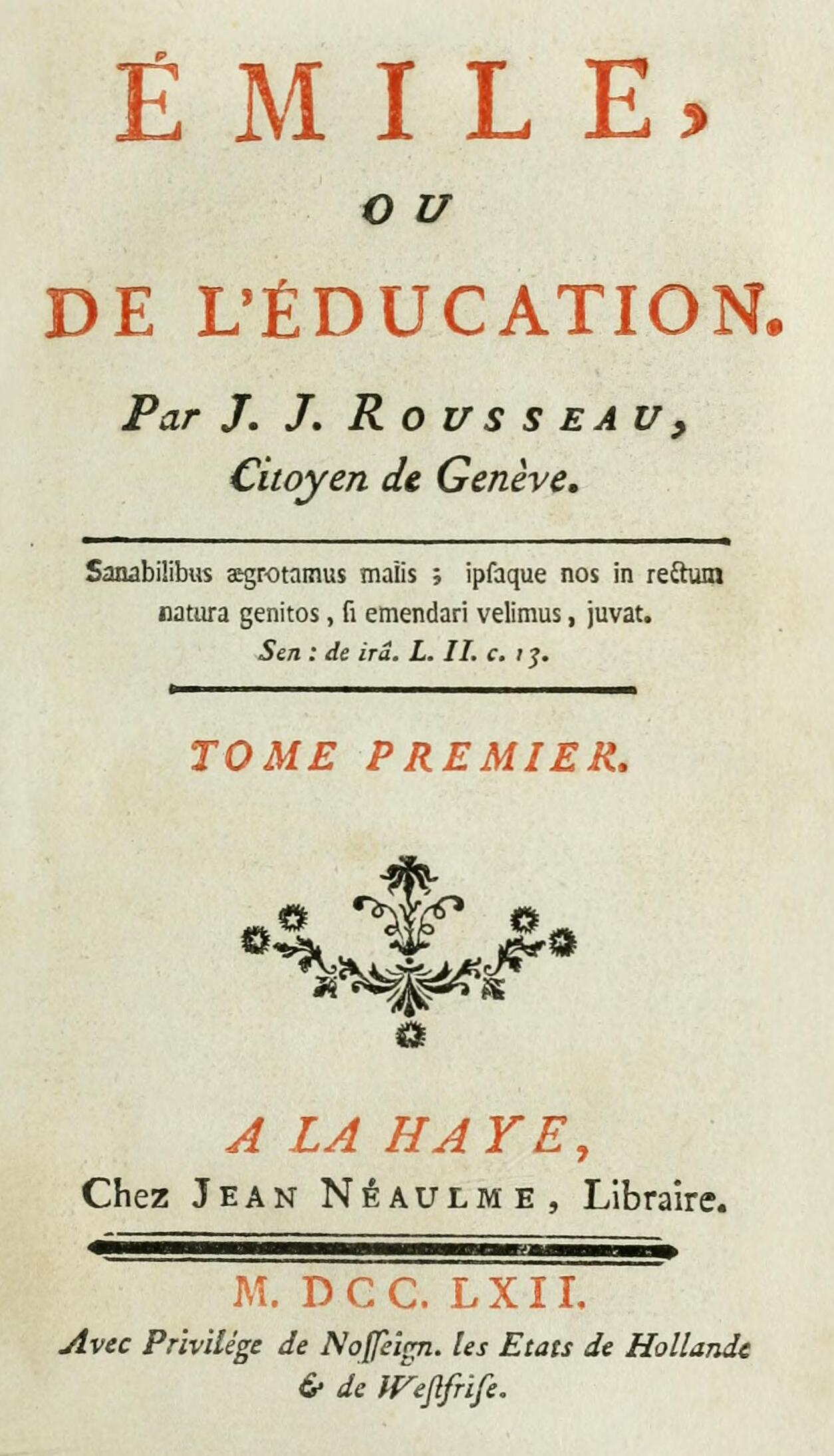
Primera pàgina dEmili (1762) de Jean Jacques Rousseau

Igual que en Vindicació dels drets de la dona, l'autora no ressalta les diferències entre homes i dones tant com emfasitza la importància de la virtut en Relats originals. També defineix a la virtut de manera que s'aplique a tots dos sexes. Tradicionalment, com explica Kelly, la virtut s'unia a la feminitat i la castedat, però el text de Wollstonecraft rebutja aquesta definició i afirma que la virtut s'ha de caracteritzar-se per la raó i l'autocontrol. Myers també ha remarcat que el desig de Mrs. Mason d'inculcar racionalitat en les alumnes és potencialment alliberador per a les lectores i les seues filles, perquè la seua pedagogia era contrària al que s'escrivia en l'època en els llibres de conducta per escriptors com James Fordyce i John Gregory i per filòsofs com Rousseau, que creia la dona feble intel·lectualment i que el seu gènere la col·locava en un lloc secundari.Fou la concepció de Rousseau de la feminitat i l'educació per a les dones contra el que reaccionà amb més vigor Wollstonecraft en Relats originals. Rousseau expressà en Emili que les dones eren naturalment astutes i manipuladores, però veia positivament aquests trets:
| « | L'astúcia és un talent natural del sexe bell, i com que estic convençut que totes les inclinacions naturals són bones i justes per si mateixes, opine que aquesta s'ha de cultivar igual que les altres... Aquesta peculiar habilitat que se li ha donat al sexe bell és una compensació molt equitativa per la seua fortalesa intel·lectual inferior, una compensació que, si no existira, no faria les dones companyes de l'home sinó les seues esclaves. És per aquesta superioritat de talent que es manté com el seu parell i que el governa metre l'obeeix... Només té al seu favor el seu art i bellesa. | » |

Per a Rousseau, les dones tenien l'«astúcia» i la «bellesa» que els permetia controlar els homes, mentre que ells tenien la «fortalesa» i el «raonament» que els permetia controlar les dones. En contrast amb la representació per part de Rousseau de Sophie, la figura fictícia que utilitza en el cinqué tom d'Emili per a representar la dona ideal, que està enamorada de la seua imatge a l'espill i que s'enamora d'un personatge de la novel·la, Wollstonecraft crea Mrs. Mason com una mestra racional i sincera que vol inculcar aquestes habilitats en Mary i Caroline.

### Classe
Relats originals encoratja els lectors a ampliar el que, en aquesta època, es considerava valors propis de la classe mitjana: indústria, autodisciplina, economia i caritat. Com remarca Andrew O’Malley en la seua anàlisi dels llibres infantils del s. XVIII, «els escriptors de classe mitjana volien que els xiquets associaren la felicitat a la moralitat i la utilitat en lloc dels paranys de la riquesa i l'estatus». A finals del s. XVIII es desenvolupà el que en l'actualitat es coneix com «el tret distintiu de la classe mitjana», i «la literatura infantil esdevingué un mecanisme crucial per consolidar la ideologia de la classe» cap a la societat de Gran Bretanya i els Estats Units. Les obres de les escriptores de llibres infantils com Anna Laetitia Barbauld, Ellenor Fenn, Sarah Trimmer i Dorothy Kilner presentaren aquest tret distintiu, tot i que les autores diferien radicalment en les seues opinions sobre altres causes polítiques, com la Revolució francesa.
Una forma en què alguns escriptors com Wollstonecraft modelaren el nou gènere de literatura infantil a la fi del s. XVIII fou l'intent d'eliminar la seua associació amb els contes de fades per reemplaçar-los amb texts ideològics relacionats amb la seua classe. Molts d'aquests escriptors consideraven que els chapbooks i els contes de fades estaven relacionats amb els pobres i els rics, respectivament. Com explica Kelly, «la literatura tradicional dels chapbooks es basa en el carpe diem, creença en el destí, desigs de rebre dons especials (fortalesa, astúcia o bellesa), una visió del temps com una cosa cíclica i repetitiva i interés en la predicció del futur». En canvi, la literatura per a xiquets del s. XVIII «es basa en una mentalitat inversora. Això es tradueix en estalvis per al futur, la distribució apropiada dels béns personals, el fet d'evitar la extravagància, la concepció del temps i de la vida pròpia com a acumulativa i progressiva i la valoració de l'autodisciplina i del creixement personal per a un millor futur amb el control d'un mateix». Sarah Trimmer, per exemple, crea amb el seu Guardian of Education el primer diari reeixit de crítica de llibres infantils, i hi expressà el desig que els xiquets no lligen contes de fades perquè els duria a ser mandrosos i supersticiosos.

### Il·lustracions

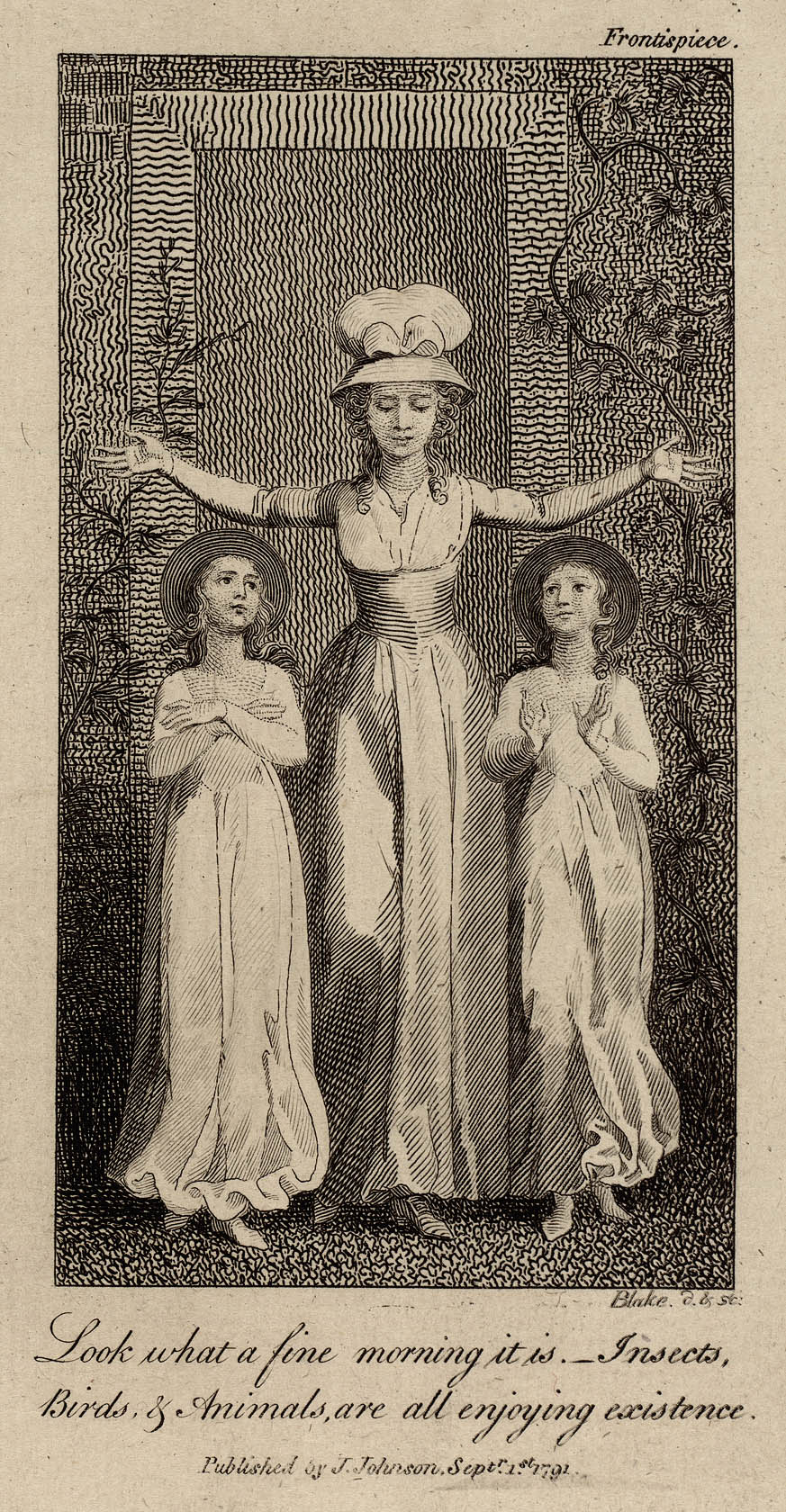
Il·lustració per a l'edició de 1791 de Relats originals, de William Blake

William Blake, que solia fer il·lustracions per a l'editor de Mary Wollstonecraft, Joseph Johnson, fou elegit per realitzar sis dibuixos per a la segona edició de Relats originals. Els estudiosos de Blake tendeixen a interpretar aquests dibuixos com a reptes cap al text de l'autora.

## Història de la publicació i la recepció
Relats originals es publicà per primera vegada de manera anònima el 1788, el mateix any que la primera novel·la de Wollstonecraft, Mary: A Fiction. Quan se'n publicà la segona edició, el 1791, el nom de Wollstonecraft n'aparegué a la primera pàgina; després de la publicació el 1790 de Vindicació dels drets de la dona, havia esdevingut una autora famosa i el seu nom serviria per augmentar les vendes. Joseph Johnson, editor de Relats originals i de totes les altres obres de Wollstonecraft, encarregà William Blake perquè en fera sis il·lustracions per a la segona edició. Segons Gary Kelly, prominent historiador especialitzat en Wollstonecraft, la darrera edició de Relats originals es publicà el 1820, però sense el nom de Wollstonecraft a la primera pàgina (en aquesta època s'havia convertit en una figura controvertida perquè el seu espòs, William Godwin, havia revelat el seu estil de vida poc ortodox en la seua obra Memoirs of the Author of A Vindication of the Rights of Woman de 1798). Segons Alan Richardson i els editors de Masterworks of Children's Literature, Relats originals es publicà fins a 1835. També s'imprimí a Dublín el 1791 i 1799 i li'l traduïren a l'alemany el 1795.
Per a l'època en què C. M. Hewins, una bibliotecària de la Hartford Library Association que també escrivia llibres infantils, escrigué una "Història de llibres infantils" en The Atlantic Monthly el 1888, Relats originals era més famós per les il·lustracions de Blake que pel text de l'autora. La major part de la ressenya sobre el llibre es dedica a Blake, tot i que no al seu treball en Relats originals. Relats originals en l'actualitat es reimprimeix per a historiadors, estudiants i interessats en la literatura infantil en general.

## Reimpressions modernes de l'obra

### Completes
- Bator, Robert, ed. Masterworks of Children's Literature: The Middle Period, c.1740 - c.1836. Vol. 3. Nova York: Stonehill Publishing Company, 1983. ISBN 0-87754-377-1.
- Todd, Janet i Marilyn Butler, eds. The Complete Works of Mary Wollstonecraft. 7 vols. Londres: William Pickering, 1989. ISBN 0-8147-9225-1. (en el volum 4)
- Wollstonecraft, Mary. Original Stories from Real Life. Londres: Imprès per a Joseph Johnson, 1788. Disponible en Eighteenth Century Collections Online (només per subscripció).
- Wollstonecraft, Mary. Original Stories from Real Life. 2a. ed. Londres: Imprès per a Joseph Johnson, 1791. Disponible en Eighteenth Century Collections Online (només per subscripció).

### Parcials
- Carpenter, Humphrey and Mari Prichard, eds. Oxford Companion to Children's Literature. Oxford: Oxford University Press, 1997. ISBN 0-19-860228-6.
- Demmers, Patricia, ed. From Instruction to Delight: An Anthology of Children's Literature to 1850. Oxford: Oxford University Press, 2003. ISBN 0-19-541889-1.
- Zipes, Jack, Lissa Paul, Lynne Vallone, Peter Hunt and Gillian Avery, eds. The Norton Anthology of Children's Literature. Nova York: W.W. Norton & Co., 2005. ISBN 0-393-97538-X.